# アカツキの詩
「アカツキの詩」（アカツキのうた）は、スキマスイッチの9枚目のシングル。初回生産限定盤・通常盤の2種同時発売で、初回盤にはDVDが付属。

## 収録曲
全作詞・作曲：スキマスイッチ
1. アカツキの詩 [4:28]
  - エムティーアイ「music.jp」CMソング[2]
  - メ～テレ『どですか!』天気予報 挿入歌[3]
  - 大橋曰く「キリンジサウンド」な楽曲[4]。
  - デビュー20周年の企画の際に、常田は「アレンジ面で一番良く出来た曲」と語っている[5]。
  - PVは稲葉卓也が監督を務めており、第10回文化庁メディア芸術祭アニメーション部門において、審査委員会推薦作品に選ばれている[6]。
  - PVはシングルバージョンとアルバムバージョン（『夕風ブレンド』の初回特典DVDに収録）の2種類存在する（アルバムバージョンは最後に数十秒映像が追加されている）。
  - 20周年記念のベストアルバム『POPMAN'S WORLD -Second-』のDisc3「SNT selection」に収録されている[5]。
2. 君曜日 [3:48]
  - NTT西日本「フレッツ光」CMソング[3]、NTT西日本・WEBコンテンツ「あそむび」内ネットムービー『幸運探偵〜風烈光の事件簿〜』主題歌。
3. 夕間暮れ <instrumental> [3:56]
  - 初のピアノ連弾によるinstrumental曲である。
4. アカツキの詩 <backing track> [4:28]

## 初回特典DVD
1. 「アカツキの詩 (single version)」ビデオクリップ
  - 初のアニメーション作品となっており、アニメーションには2人も登場している。
2. 実録! 「夕間暮れ」〜完成への道のり〜
3. アルバム予告編映像「ナビゲーション・オブ・夕風ブレンド」

## 7inchアナログ盤
- 2006年にリリースした9thシングル「アカツキの詩」のアナログ盤。
- 自身が立ち上げたアナログ専門レーベル「KU-KAN RECORDS」からの第四弾リリース作品[7]。
- 完全限定盤。
- 33回転仕様。
- 「雨待ち風 / 青春騎士(ナイト)」、「ユリーカ / きみがいいなら（from「TOUR 2012″musium”」）」との同時リリース。
- 2020年2月～9月にリリースされた全25タイトルの「特典引換券」を集めて送ることで7インチ収納BOXがプレゼントされる。

### 収録曲
全作詞・作曲：スキマスイッチ

#### SIDE A
1. アカツキの詩

#### SIDE B
1. 君曜日

## ライブ映像作品
| 曲名         | 発売年 | 作品名                                                                          |
| ------------ | ------ | ------------------------------------------------------------------------------- |
| アカツキの詩 | 2008年 | スキマスイッチ ARENA TOUR'07 "W-ARENA"THE MOVIE                                 |
| アカツキの詩 | 2010年 | スキマスイッチ TOUR 2010 "LAGRANGIAN POINT"THE MOVIE                            |
| アカツキの詩 | 2014年 | スキマスイッチ 10th Anniversary Arena Tour 2013 “POPMAN'S WORLD”THE MOVIE       |
| アカツキの詩 | 2015年 | sukimaswitch official fan club DELUXE FAN CLUB EVENT TOUR 「V.I.P. Vol.2」      |
| アカツキの詩 | 2015年 | sukimaswitch official fan club DELUXE FAN CLUB EVENT TOUR 「V.I.P. Vol.3」      |
| アカツキの詩 | 2021年 | スキマスイッチ TOUR 2020-2021 Smoothie THE MOVIE                                |
| アカツキの詩 | 2022年 | スキマスイッチ TOUR '07 “夕風トラベル” THE MOVIE                                |
| 君曜日       | 2015年 | sukimaswitch official fan club DELUXE FAN CLUB EVENT TOUR 「V.I.P. Vol.3」      |
| 君曜日       | 2016年 | スキマスイッチ TOUR 2016 “POPMAN'S CARNIVAL” THE MOVIE                          |
| 君曜日       | 2020年 | Sukimaswitch Official Fanclub DELUXE presents TOUR 2016“POPMAN’S CARNIVAL”Vol.0 |
| 夕間暮れ     | -      | -                                                                               |

## 収録アルバム
| 曲名         | 発売年 | 作品名                                                           | 分類       |
| ------------ | ------ | ---------------------------------------------------------------- | ---------- |
| アカツキの詩 | 2006年 | 夕風ブレンド                                                     | オリジナル |
| アカツキの詩 | 2007年 | グレイテスト・ヒッツ                                             | ベスト     |
| アカツキの詩 | 2008年 | スキマスイッチ ARENA TOUR'07 "W-ARENA"                           | ライブ     |
| アカツキの詩 | 2010年 | スキマスイッチ TOUR 2010 "LAGRANGIAN POINT"                      | ライブ     |
| アカツキの詩 | 2013年 | POPMAN'S WORLD〜All Time Best 2003-2013〜                        | ベスト     |
| アカツキの詩 | 2014年 | スキマスイッチ 10th Anniversary Arena Tour 2013 “POPMAN'S WORLD” | ライブ     |
| アカツキの詩 | 2021年 | スキマスイッチ TOUR 2020-2021 Smoothie                           | ライブ     |
| アカツキの詩 | 2023年 | POPMAN'S WORLD -Second-                                          | ベスト     |
| 君曜日       | 2016年 | POPMAN'S ANOTHER WORLD                                           | ベスト     |
| 君曜日       | 2016年 | スキマスイッチ TOUR 2016 “POPMAN'S CARNIVAL”                     |            |
| 夕間暮れ     | 2016年 | POPMAN'S ANOTHER WORLD                                           | ベスト     |